# راندي ديبارغ
راندي ديبارغ (بالإنجليزية: Randy DeBarge)‏ هو عازف قيثارة ومغني أمريكي، ولد في 6 أغسطس 1958 في ديترويت في الولايات المتحدة.

## وصلات خارجية
- راندي ديبارغ على موقع IMDb (الإنجليزية)
- راندي ديبارغ على موقع ميوزك برينز (الإنجليزية)
- راندي ديبارغ على موقع إن إن دي بي (الإنجليزية)
- راندي ديبارغ على موقع ديسكوغز (الإنجليزية)